# Oncostemum gracile
Oncostemum gracile är en viveväxtart som beskrevs av Carl Christian Mez. Oncostemum gracile ingår i släktet Oncostemum och familjen viveväxter. Inga underarter finns listade i Catalogue of Life.